# 东山手
32°44′7.05″N 129°52′28.59″E / 32.7352917°N 129.8746083°E

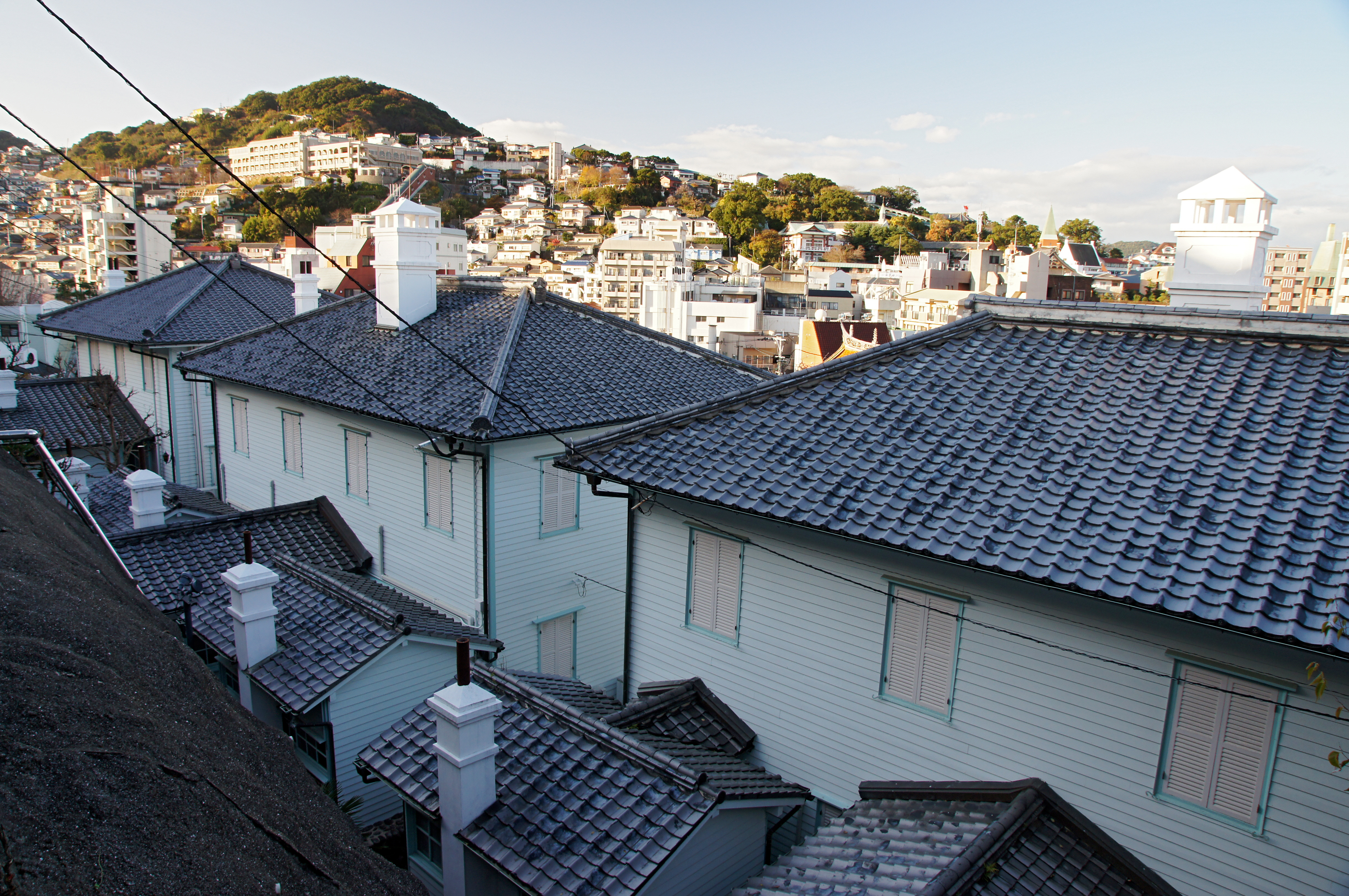
東山手洋風住宅群

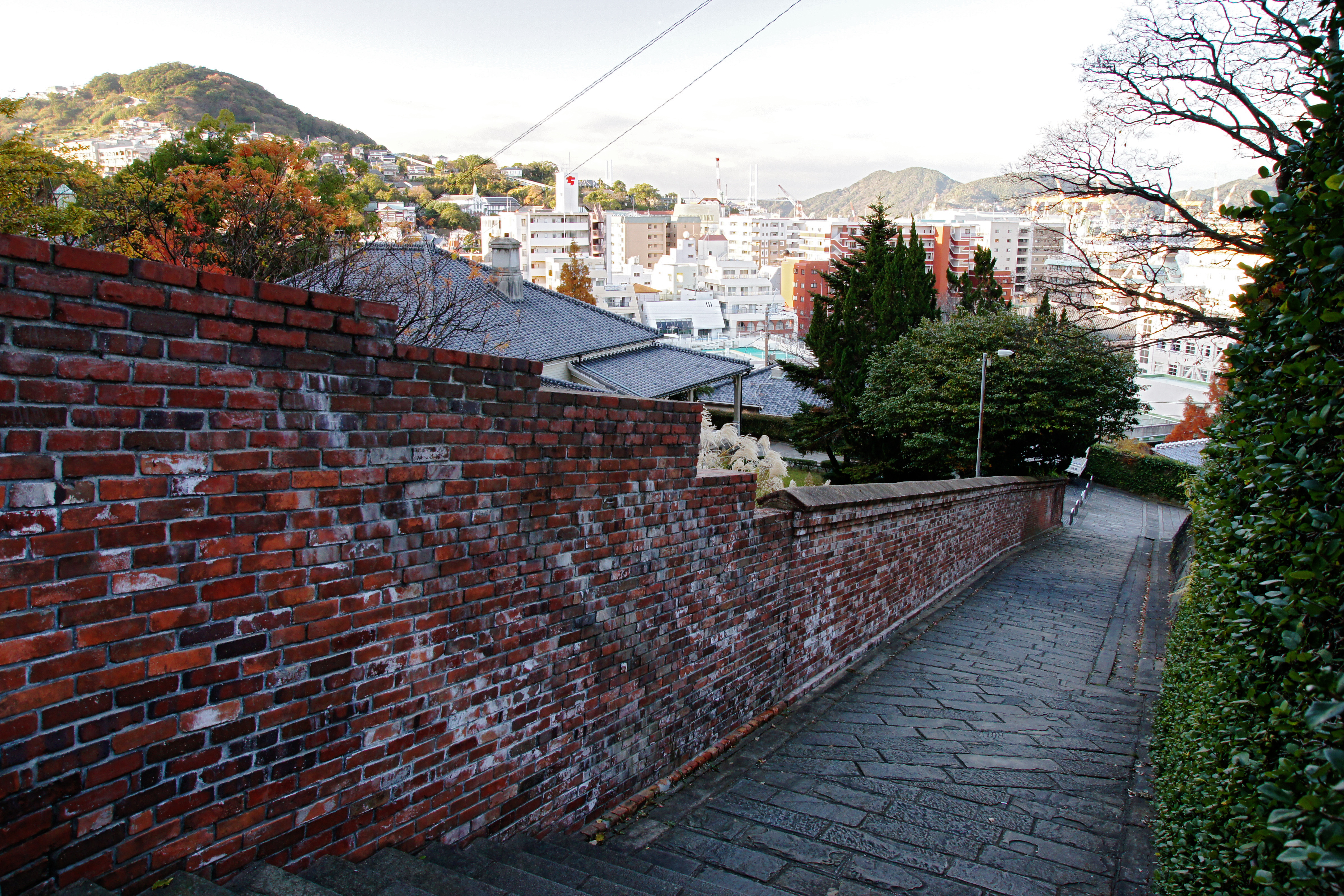
東山手十二番館与荷兰坂

東山手（日语：／ Higashiyamate */?））是位於日本長崎縣長崎市的一個重要传统建筑群保存地区的名称，與相鄰的南山手地區成為長崎市區內的一個特色景觀地區。
1859年長崎港開放讓外國通商後，東山手地區与毗邻的南山手地區被劃為外国人居留地。此後在此地區興建了大量的西式建築，现存的西洋建筑包括荷兰坂、東山手十二番館（重要文化財）、東山手十三番館、東山手洋風住宅群（長崎市指定文化財）、旧長崎英国領事館、長崎聖三一教会、活水女子大学、活水学院本館、海星中学校及高等学校等。
在1991年此地區被列為「重要傳統的建造物群保存地區」。